# Halte Wijzend
Halte Wijzend is een voormalige stopplaats aan de spoorlijn Hoorn - Medemblik, gelegen in Wijzend. Hij was destijds in gebruik bij de Locaalspoorwegmaatschappij Hollands Noorderkwartier.
De stopplaats werd geopend op 3 november 1887 en werd al in oktober 1888 gesloten.